# 무장해제

《무장해제》는 SBS TV에서 2023년 8월 22일부터 2023년 8월 29일까지 방송하고 있는 텔레비전 프로그램이다.

## 진행자
- 전현무
- 장도연

## 게스트
- 1회 : 임지연, 다이나믹 듀오
- 2회 : 김혜은, 엄기준, 윤종훈